# Mio cugino Vincenzo
Mio cugino Vincenzo (My Cousin Vinny) è un film statunitense del 1992, diretto da Jonathan Lynn e interpretato da Joe Pesci e Marisa Tomei.

## Trama
Mentre viaggiano nella Contea di Beechum, in Alabama, Billy Gambini e Stanley Rothenstein dimenticano di pagare una scatoletta di tonno in un negozio. I due risalgono sulla loro auto e ripartono, ma poco dopo il proprietario del negozio viene ucciso da due rapinatori che fanno perdere le loro tracce; a causa di un equivoco, sono invece Billy e Stan ad essere ingiustamente fermati per l'omicidio. Ignari del motivo reale per cui sono stati fermati, in carcere vengono interrogati dallo sceriffo della contea, che fa loro domande ambigue e non parla esplicitamente dell'omicidio e, credendo così di essere accusati del furto della scatoletta, si dichiarano colpevoli.
Quando si rendono conto della loro posizione (rischiano la pena di morte), i due ragazzi capiscono di non potersi permettere un legale, ma quando Billy telefona a casa, viene a sapere che suo cugino Vincenzo è avvocato e può difenderli gratuitamente. Il problema è che Vincenzo non ha esperienza di processi perché ha superato solo da poco, al sesto tentativo, l'esame di iscrizione all'albo. Il modo di fare di Vincenzo, un po' spaccone e piuttosto ignorante sulle procedure, gli attira una forte antipatia dall'integerrimo e formale giudice Haller; per questo, per ben tre volte durante le udienze preliminari, viene condannato per vilipendio alla corte, incarcerato e poi liberato (due volte in quanto la terza volta Vincenzo decide di restare in carcere) solo dietro il pagamento della cauzione.
Ad un certo punto Stanley, stanco dei continui errori di Vincenzo, decide di affidarsi al difensore d’ufficio, col quale studia un’apparente efficace difesa. Quando però è il momento di entrare in aula l’avvocato d’ufficio si dimostra totalmente incapace in quanto per l’emozione evidenzia un costante balbettio. Vincenzo invece si dimostra molto bravo negli interrogatori e si riguadagna la fiducia di Stanley e dello stesso Billy. Gradualmente Vincenzo capisce il meccanismo dei processi e, grazie all'aiuto della sua fidanzata Mona Lisa Vito, esperta di meccanica, dimostra che l'omicidio non può essere stato commesso dai due suoi assistiti, ma da altri due uomini che avevano usato un'automobile molto somigliante a quella dei ragazzi. Riesce quindi a guadagnarsi la fiducia dell'aula e del giudice, e a scagionare i ragazzi. Il film si conclude con Vincenzo che ritorna a New York quasi scappando, poiché aveva fornito al giudice Haller, come referenza sulla sua carriera, il nome di un certo avvocato Jerry Gallo, morto qualche giorno prima (cambiandolo in Jerry Callo dopo che il Giudice aveva indagato e scoperto l'inganno).

## Distribuzione
Negli Stati Uniti è uscito il 13 marzo 1992. In Italia, invece, è uscito nell'estate dello stesso anno.

### Edizione italiana
La direzione del doppiaggio italiano è a cura di Giorgio Lopez, su dialoghi di Ruggero Busetti, per conto della società di doppiaggio Gruppo Trenta.

## Riconoscimenti
- 1993 - Premio Oscar
  - Miglior attrice non protagonista a Marisa Tomei
- 1992 - Chicago Film Critics Association Award
  - Attrice più promettente a Marisa Tomei
  - Nomination Migliore attrice non protagonista a Marisa Tomei
- 1993 - MTV Movie Award
  - Miglior performance rivelazione a Marisa Tomei
  - Nomination Miglior performance comica a Joe Pesci
- 2013 - 20/20 Awards
  - Nomination Miglior attrice non protagonista a Marisa Tomei
- 1993 - American Comedy Awards
  - Attore più divertente a Joe Pesci
  - Nomination Attrice più divertente a Marisa Tomei
  - Nomination Attore non protagonista più divertente a Fred Gwynne
- 1992 - Awards Circuit Community Awards
  - Miglior attrice non protagonista a Marisa Tomei
  - Nomination Miglior sceneggiatura originale a Dale Launer

## Produzione e incassi
Nonostante sia ambientato in Alabama, le riprese si svolsero in Georgia tra l'11 febbraio e il 22 aprile 1991. Il film, il cui budget è stato di 11 milioni di dollari, uscì nelle sale il 13 marzo 1992, e gli incassi nelle sale statunitensi furono di circa 52 milioni di dollari e di oltre 64 milioni in totale nel resto del mondo.